# Зањевачка црква
Зањевачка црква је српска православна црква у месту Звездан, на територији Зајечара у Србија. Уврштен је у листу Заштићених споменика културе Републике Србије (идентификатор СК 288.
Црква је смештена западно од села Звездан, на левој обали Црног Тимока. Тачан податак о изградњи се не зна, али по сведочењу мештана Звездана она је била ту кад су населили за време велике сеобе. Црква, свакако, датира из периода пре 17. века. Зањевачка црква проглашена је спомеником културе 19. марта 1948. године
У темељима Зањевачке цркве налазе се остаци тетраконхоса 10—11. века.